# Teghze Gyula
Teghze Gyula (másként Tegze Gyula, Szatmár, 1867. április 13. – Budapest, 1939. november 12.) jogi doktor, egyetemi tanár.

## Élete
Teghze Mihály és Teghze Róza fia. Miután jogi tanulmányait befejezte, a kecskeméti jogakadémián lett a büntetőjog tanára 1895-től 1910-ig. 1904-ben a budapesti egyetemre került, ahol magántanárként jog- és állambölcseletet oktatott, 1910-től a debreceni jogakadémia tanára. 1914 és 1937 között mint a debreceni egyetem nyilvános rendes tanára tanította a jog- és állambölcseletet, valamint a nemzetközi jogot. Halálát szívkoszorúér-eltömődés okozta. Felesége Édes Karolina volt.

## Munkái
- Szerves társadalomtani elméletek és az állam személyiségének theoriája. Bpest, 1900.
- Jog- és állambölcseleti előadások vázlata. Kéziratként. Kecskemét, (1900).
- A társadalmi fejlődés irányai. Bpest, 1904. (Különny. a Huszadik Századból).
- Ethika. Bölcseleti erkölcstan. Előadások vázlata. Kecskemét, (1905).
- A társadalom. Az emberiség művelődésének és gazdasági életének fejlődése. Bpest, 1908. 35 szövegképpel és 22 műmelléklettel. Többekkel együtt. (A Műveltség Könyvtára VI).
- Jogbölcselet (Debrecen, 1910);
- Ethika (Kecskemét, é. n.);
- Társadalom-, állam-, jogbölcselet (Debrecen, 1924);
- Nemzetközi jog (Debrecen, 1925);
- Nemzetközi jog (Debrecen, 1930);
- A munka nemzeti és nemzetközi védelme (Bp., 1932);
- Nemzetközi bíráskodás (Kecskemét, 1932).